# David Hayter
David Bryan Hayter (nascido em 6 de fevereiro de 1969) é um dublador, ator e roteirista americano. Ele é mais conhecido por seu trabalho como dublador na versão em inglês do personagem Solid Snake e Naked Snake na mundialmente famosa série de jogos eletrônicos Metal Gear Solid, e por escrever o roteiro do filme X-Men e co-escrever o roteiro de X2. Ele também escreveu o roteiro de Watchmen baseado no romance gráfico de mesmo nome, o qual recebeu críticas bastante positivas, resultando em elogios ao diretor e roteiristas iniciais. No começo de sua carreira, David teve o papel principal do live-action Guyver: Dark Hero.

## Trabalhos notáveis

### Dublagens
- Call of Duty: World at War DS (2008)
- Metal Gear Solid 4: Guns of the Patriots (2008): Old Snake e ele mesmo no começo dos vídeos
- Super Smash Bros. Brawl (2008): Solid Snake
- Metal Gear Solid: Portable Ops (2006): Naked Snake/Big Boss
- Metal Gear Solid: Peace Walker (2010): Big Boss
- Metal Gear Solid 3: Snake Eater (2004): Naked Snake/Big Boss
- Metal Gear Solid: The Twin Snakes (2004): Solid Snake
- Eternal Darkness: Sanity's Requiem (2002): Roman Legionnaire I/Roman Legionnaire II/Angkor Thom guard
- Metal Gear Solid 2: Sons of Liberty (2001): Solid Snake
- Wild on the Set (2000) Série de televisão
- Dual! Paralle lunlun monogatari (1999) Série de televisão (versão em inglês)
- Metal Gear Solid (1998): Solid Snake
- Burn (1998)
- Drive (1997)
- Fushigi Yūgi: The Mysterious Play - Reflections OAV 2: Tamahome/Taka
- Fushigi Yūgi: The Mysterious Play - Reflections OAV 3: Tamahome/Taka/Yoshui
- Fushigi Yūgi: Memories First OAV (1996): Tamahome/Taka
- Fushigi Yūgi: Tamahome
- Rakusho! Hyper Doll (1995) (V) (versão em inglês)
- Street Fighter II V (1995) Série de televisão (versão em inglês)
- Long Shadows (1994) (TV)
- Guyver: Dark Hero (1994): Sean Barker/Guyver
- Macross Plus (1994): Isamu Dyson (versão da Bandai Visual, vol.4)
- Yu Yu Hakusho: The Movie (1994) Kurama (versão em inglês)
- Moldiver (Morudaibâ) (1993): Hiroshi Ozora
- Giant Robo: The Animation (1991) (V) (versão em inglês)
- Présumé dangereux (1990)
- Gundam 0080: War In the Pocket (1989) (minissérie) Bernard Wiseman (versão em inglês)
- They Were Eleven (1986) (voz: versão em inglês)
- The Castle of Cagliostro (1979): Arsene Lupin III (versão em inglês)

### Roteiros
- X-Men (2000) - escritor
- The Scorpion King (2002) - co-escritor
- X2: X-Men United (2003) - co-escritor
- Watchmen - escritor (versão original)
- Lost Planet- escritor/diretor[1]